# St Mary’s Church (Grandtully)

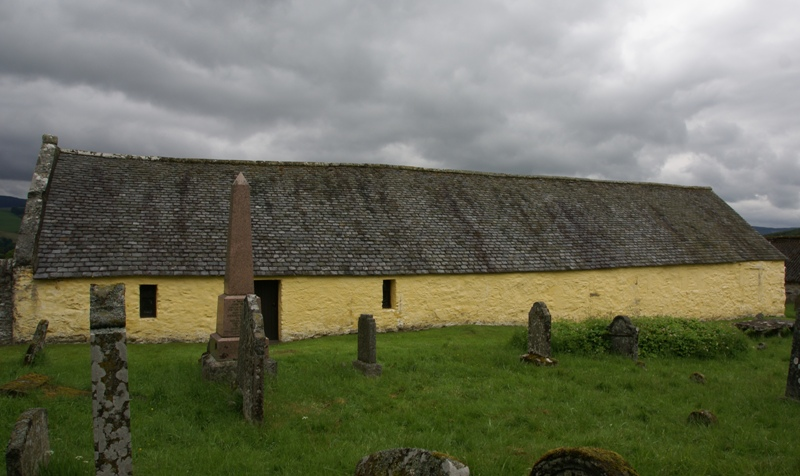
St Mary’s Church

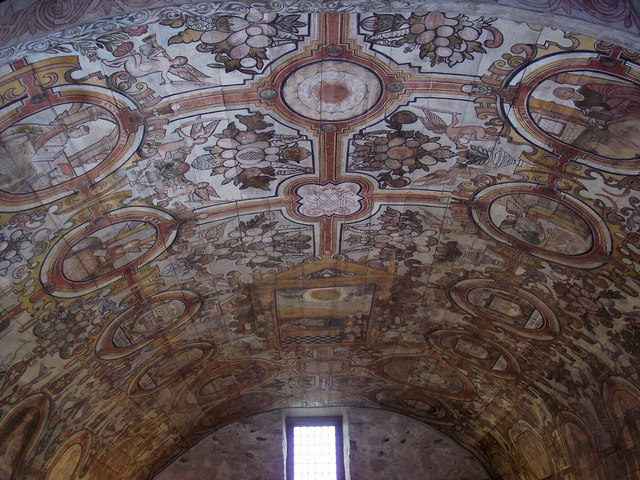
Deckengemälde

Die St Mary’s Church ist ein Kirchengebäude in der schottischen Ortschaft Grandtully in der Council Area Perth and Kinross. 1971 wurde das Bauwerk in die schottischen Denkmallisten in der höchsten Denkmalkategorie A aufgenommen.

## Geschichte
Es war Alexander Stewart, der die Marienkirche im Jahre 1533 für die Bevölkerung um Grandtully Castle sowie der heutigen Wüstung Pitcairn errichten ließ. Um einer größeren Anzahl von Gläubigen Raum zu bieten, veranlasste William Stewart 1636 die Erweiterung der Kirche an der Westseite. Auch entstammt die künstlerische Ausgestaltung des Innenraums im Wesentlichen dieser Bauphase. Mit dem Bau einer neuen Pfarrkirche im Jahre 1806 wurde die St Mary’s Church obsolet. Nachdem sie zunächst als Nebenkirche zeitweise weitergenutzt wurde, wurde das Gebäude bereits gegen Ende des 19. Jahrhunderts als landwirtschaftlicher Schuppen verwendet. Seit 1954 befindet sich die Kirche in Staatsbesitz und wird von Historic Environment Scotland beziehungsweise seinen Vorgängerorganisationen betreut.

## Beschreibung
Die St Mary’s Church steht isoliert in der kleinen Streusiedlung Grandtully. Es handelt sich um eines der selten erhaltenen Exemplare einer typischen schlichten Kirche im ländlichen Schottland des 16. und 17. Jahrhunderts. Das längliche Gebäude weist eine Länge von 24,1 m bei einer Breite von 7 m auf. Die Bruchsteinmauern sind gekalkt. An der südexponierten Hauptfassade führt links eine schlichte Türe ins Innere. Im Mauerwerk sind jedoch auch mehrere durch Mauerwerk verschlossene Eingänge erkennbar, sodass unklar ist, ob es sich dabei um den ursprünglichen Eingang handelt. Schlichte Fenster flankieren die Türe. Der Sturz des Fensters im Ostgiebel zeigt die Jahreszahl 1636 neben den Initialen SWS (Sir William Stewart) und DAM (Dame Agnes Moncrieff).
Die künstlerische Ausgestaltung des holzverkleideten Tonnengewölbes an der Ostseite ist herausragend und zählt zu den wenigen Beispielen sakraler Deckengemälde in Schottland. Die Decke wurde 1944 restauriert.